# 玛丽安娜·鲍姆
玛丽安娜·鲍姆（Marianne Baum，1912年2月9日—1942年8月18日）是一位德国共产党人、反纳粹主义者、猶太人，赫伯特·鲍姆的妻子。她和丈夫赫伯特·鲍姆一同創辦鲍姆组。在袭击了柏林的一场政治宣传展览苏维埃天堂后，玛丽安娜被捕，后在普勒岑湖監獄被处决。